# GarbAge
| Recensione       | Giudizio |
| ---------------- | -------- |
| Lacasadelrap.com |          |
| Ondarock         |          |
| OnStage          |          |
| Rockit           | Positivo |
| Rockol           |          |

GarbAge è il quarto album in studio del rapper italiano Nitro, pubblicato il 6 marzo 2020 dalla Arista Records.

## Tracce
Testi di Nicola Albera, eccetto dove indicato.
1. GarbAge – 3:17 (musica: Stefano Tartaglini, Luca Galeandro)
2. Cicatrici – 3:35 (musica: Stefano Tartaglini)
3. Okay?! (feat. Lazza) – 3:25 (testo: Nicola Albera, Jacopo Lazzarini – musica: Jacopo Lazzarini, Stefano Tartaglini)
4. No Privacy/No Caption Needed (feat. Joan Thiele) – 3:13 (testo: Nicola Albera, Alessandra Joan Thiele – musica: Andrea Iasselli)
5. Saturno – 3:03 (musica: Luca Galeandro)
6. Avvoltoi (feat. Fabri Fibra) – 3:09 (testo: Nicola Albera, Fabrizio Tarducci – musica: Francesco Ambrosini, Stefano Tartaglini)
7. Rap Shit (feat. Tha Supreme & Gemitaiz) – 3:32 (testo: Nicola Albera, Davide Mattei, Davide De Luca – musica: Stefano Tartaglini)
8. Wormhole – 2:40 (musica: David Kraft, Tim Wilke)
9. MurdaMurdaMurda (feat. Ocean Wisdom, Ward 21 & Victor Kwality) – 3:32 (testo: Nicola Albera, Ocean Wisdom, Andre Gray, Mark Henry, Kunley McCarthy, Victor Kwality – musica: Stefano Tartaglini)
10. Come non detto (feat. Dani Faiv) – 2:57 (testo: Nicola Albera, Daniele Ceccaroni – musica: Lorenzo Paolo Spinosa)
11. Gostoso (feat. Giaime) – 2:51 (testo: Nicola Albera, Giaime Mula – musica: Andrea Moroni)
12. Blood (feat. Doll Kill) – 2:38 (testo: Nicola Albera, Giulia Galitzia – musica: Lorenzo Paolo Spinosa)
13. Rispetto – 1:53 (musica: Andrea Simoniello, Stefano Tartaglini)
14. Libellule – 3:11 (musica: Francesco Ambrosini, Stefano Tartaglini)

Tracce bonus nella riedizione del 2021
1. Animalz – 2:35
2. Chica – 2:46
3. Barsmageddon – 1:28
4. Mr & Mrs Smith (feat. Casadilego) – 2:59
5. OK Boomer (feat. Rosa Chemical) – 3:20
6. Ossigeno (feat. Vegas Jones) – 2:58

## Formazione
Musicisti
- Nitro – voce
- Petra Cicognini – pianoforte (traccia 1)
- Marco Azara – chitarra (traccia 2)
- Lazza – voce aggiuntiva (traccia 3)
- Joan Thiele – voce aggiuntiva (traccia 4)
- Davide Petrella – voce aggiuntiva (tracce 5 e 8)
- Fabri Fibra – voce aggiuntiva (traccia 6)
- Jacopo Volpi – batteria (traccia 6)
- Tha Supreme – voce aggiuntiva (traccia 7)
- Gemitaiz – voce aggiuntiva (traccia 7)
- Ocean Wisdom – voce aggiuntiva (traccia 9)
- Ward 21 – voci aggiuntive (traccia 9)
- Victor Kwality – voce aggiuntiva (traccia 9)
- Dani Faiv – voce aggiuntiva (traccia 10)
- Giaime – voce aggiuntiva (traccia 11)
- Doll Kill – voce aggiuntiva (traccia 12)

Produzione
- Stabber – produzione (tracce 1, 2, 3, 6, 7, 9, 13 e 14)
- Strage – produzione (tracce 1 e 5)
- Lazza – produzione (traccia 3)
- Yazee – produzione (traccia 4)
- CRVEL – produzione (tracce 6 e 14)
- The Cratez – produzione (traccia 8)
- Low Kidd – produzione (tracce 10 e 12)
- Andry the Hitmaker – produzione (traccia 11)
- Kanesh – produzione (traccia 13)
- Andrea Suriani – missaggio, mastering

## Classifiche
| Classifica (2020) | Posizione massima |
| ----------------- | ----------------- |
| Italia            | 1                 |